# Cúp Chủ tịch AFC 2007

Biểu trưng của Cúp Chủ tịch AFC 2007

Cúp Chủ tịch AFC 2007 là giải đấu bóng đá Cúp Chủ tịch AFC lần thứ ba diễn ra từ ngày 20 đến 30 tháng 9 năm 2007 Lahore, Pakistan. Tám đội bóng chi vào hai bảng đá vòng tròn 1 lượt chọn 2 đội xếp đầu mỗi bảng vào thi đấu chéo ở bán kết. 2 đội thắng ở bán kết vào cho trận chung kết. Giải đấu này không có trận tranh hạng ba.

## Vòng đấu bảng

### Bảng A
| Đội                        | Điểm | Số trận | Thắng | Hòa | Thua | Bàn thắng | Bàn thua | Hiệu số |
| -------------------------- | ---- | ------- | ----- | --- | ---- | --------- | -------- | ------- |
| Regar TadAZ                | 9    | 3       | 3     | 0   | 0    | 16        | 1        | +15     |
| Câu lạc bộ Thể thao Ratnam | 4    | 3       | 1     | 1   | 1    | 9         | 5        | +4      |
| Transport United           | 3    | 3       | 1     | 0   | 2    | 4         | 21       | -17     |
| Quân đội Pakistan          | 1    | 3       | 0     | 1   | 2    | 6         | 8        | -2      |

| 20 tháng 9 năm 2007        |        |                            |                             |       |
| Quân đội Pakistan          | 3 - 3  | Câu lạc bộ Thể thao Ratnam | Sân vận động Punjab, Lahore | 20:15 |
| Transport United           | 0 - 13 | Regar TadAZ                | Sân vận động Punjab, Lahore | 23:00 |
| 22 tháng 9 năm 2007        |        |                            |                             |       |
| Regar TadAZ                | 2 - 1  | Quân đội Pakistan          | Sân vận động Punjab, Lahore | 19:30 |
| Câu lạc bộ Thể thao Ratnam | 6 - 1  | Transport United           | Sân vận động Punjab, Lahore | 22:15 |
| 25 tháng 9 năm 2007        |        |                            |                             |       |
| Transport United           | 3 - 2  | Quân đội Pakistan          | Sân vận động Punjab, Lahore | 12:00 |
| Regar TadAZ                | 1 - 0  | Câu lạc bộ Thể thao Ratnam | WAPDA Stadium, Lahore       | 12:00 |

### Bảng B
| Đội                  | Điểm | Số trận | Thắng | Hòa | Thua | Bàn thắng | Bàn thua | Hiệu số |
| -------------------- | ---- | ------- | ----- | --- | ---- | --------- | -------- | ------- |
| Dordoi-Dynamo        | 9    | 3       | 3     | 0   | 0    | 12        | 0        | +12     |
| Mahendra Police Club | 4    | 3       | 1     | 1   | 1    | 6         | 7        | -1      |
| Khemara              | 3    | 3       | 1     | 0   | 2    | 5         | 10       | -5      |
| Tatung               | 1    | 3       | 0     | 1   | 2    | 0         | 6        | -6      |

| 21 tháng 9 năm 2007  |       |                      |                             |       |
| Khemara              | 0 - 4 | Dordoi-Dynamo        | Sân vận động Punjab, Lahore | 19:30 |
| Mahendra Police Club | 0 - 0 | Tatung               | Sân vận động Punjab, Lahore | 22:15 |
| 23 tháng 9 năm 2007  |       |                      |                             |       |
| Tatung               | 0 - 1 | Khemara              | Sân vận động Punjab, Lahore | 19:30 |
| Dordoi-Dynamo        | 3 - 0 | Mahendra Police Club | Sân vận động Punjab, Lahore | 22:15 |
| 25 tháng 9 năm 2007  |       |                      |                             |       |
| Mahendra Police Club | 6 - 4 | Khemara              | Sân vận động Punjab, Lahore | 15:30 |
| Tatung               | 0 - 5 | Dordoi-Dynamo        | WAPDA Stadium, Lahore       | 15:30 |

## Bán kết
| 27 tháng 9 năm 2007 |                   |                            |                             |       |
| Regar TadAZ         | 1 – 2             | Mahendra Police Club       | Sân vận động Punjab, Lahore | 19:30 |
| 28 tháng 9 năm 2007 |                   |                            |                             |       |
| Dordoi-Dynamo       | 1 – 1 4 – 3 (11m) | Câu lạc bộ Thể thao Ratnam | Sân vận động Punjab, Lahore | 19:30 |

## Chung kết
| 30 tháng 9 năm 2007  |       |               |                             |       |
| Mahendra Police Club | 1 – 2 | Dordoi-Dynamo | Sân vận động Punjab, Lahore | 20:30 |

### Vô địch
| Cúp Chủ tịch AFC 2007 Dordoi-Dynamo Vô địch lần thứ hai |